# Stevens (Schiff, 1943)
Die USS Stevens (DD-479) war ein zur Fletcher-Klasse gehörender Zerstörer der United States Navy, der im Zweiten Weltkrieg eingesetzt wurde. Die Stevens war bei Indienststellung mit einem Katapult und einem Bordflugzeug ausgerüstet. Nach seiner Außerdienststellung 1946 gehörte der Zerstörer zur Reserveflotte. 1973 wurde das Schiff zum Abbruch verkauft.

## Namensgeber
Der Zerstörer wurde nach Captain Thomas Holdup Stevens (1795–1841) und seinem Sohn Rear Admiral Thomas Holdup Stevens, Jr. (1819–1896) benannt. Thomas H. Stevens diente in der US Navy im Britisch-Amerikanischen Krieg und Thomas H. Stevens, Jr. im Amerikanischen Bürgerkrieg.

## Technik

### Rumpf und Antrieb
Der Rumpf der Stevens war 114,7 m lang und 12,1 m breit. Der Tiefgang betrug 5,4 m, die Verdrängung 2.050 ts (2.080 t). Der Antrieb des Schiffs erfolgte durch zwei Dampfturbinen von General Electric, der Dampf wurde in vier Kesseln von Babcock & Wilcox erzeugt. Die Leistung betrug 60.000 hp (45 MW), die Höchstgeschwindigkeit lag bei 35 kn (65 km/h).

### Bordflugzeug
Die Stevens war einer von sechs Zerstörern der Fletcher-Klasse, die mit einem Mark-VI-Flugzeugkatapult und einem Bordflugzeug vom Typ Vought Kingfisher ausgerüstet werden sollten. Neben der Stevens erhielten nur zwei weitere (Pringle und Halford) tatsächlich ein Katapult. Das Katapult und der Kran zur Aufnahme des Flugzeuges befanden sich anstelle des zweiten Torpedorohrsatzes, dem Geschütz #3 und dem zweiten Deck des Deckshauses, auf dem die meisten Fletcher ein 40-mm-Zwilling-Flugabwehrgeschütz hatten, achtern des zweiten Schornsteins. Das 40-mm-Geschütz befand sich auf dem Achterdeck kurz vor den Wasserbombenablaufschienen, wo sich sonst 20-mm-Geschütze befanden.
Die ursprüngliche Planung sah vor, dass das Bordflugzeug als Aufklärer für die Zerstörerflottille dienen sollte, zu der die Stevens gehörte. Der Start sollte mittels Katapult erfolgen, die Landung in Nähe des Zerstörers auf dem Wasser. Anschließend wurde das Flugzeug mit dem Kran wieder auf das Katapult gehoben. Durch den Neubau von Kreuzern und Schnellen Schlachtschiffen, die ebenfalls mit Bordflugzeugen ausgerüstet waren, sowie von Flugzeugträgern in Verbindung mit dem geänderten Einsatzprofil der Zerstörer erwies sich das Konzept als obsolet. Ein weiterer Grund lag in den durch Katapult und Flugzeug bis an die Grenzen aufgebrauchten Gewichtsreserven, die eine als notwendig erkannte Verstärkung der Flugabwehrbewaffnung nicht mehr zuließ. Ende 1943 wurde das Katapult der Stevens ausgebaut.

### Bewaffnung und Elektronik
Hauptbewaffnung der Stevens waren bei Indienststellung ihre vier 5-Zoll-127-mm-Mark-30-Einzeltürme. Die Bewaffnung wurde nach dem Entfernen des Katapults geändert und ein fünfter 5-Zoll-Turm nachgerüstet. Dazu kamen diverse Flugabwehrkanonen. Die Flugabwehrbewaffnung wurde im Laufe des Krieges weiter verstärkt.
Die Stevens war mit Radar ausgerüstet. Am Mast über der Brücke waren ein SG- und ein SC-Radar montiert, mit denen Flugzeuge auf Entfernungen zwischen 15 und 30 Seemeilen und Schiffe in Entfernungen zwischen 10 und 22 Seemeilen geortet werden konnten.

## Geschichte
Die Stevens wurde am 30. Dezember 1941 auf der Charleston Navy Yard auf Kiel gelegt und lief am 24. Juni 1942 vom Stapel. Taufpatinnen waren Mrs. Roland Curtin und Mrs. Frederik Stevens Hicks. Am 1. Februar 1943 wurde der Zerstörer unter dem Kommando von Commander Frank H. Ball in Dienst gestellt. Die Stevens gehörte zur Destroyer Division (DesDiv) 50 des Destroyer Squadron (DesRon) 25.

### 1943

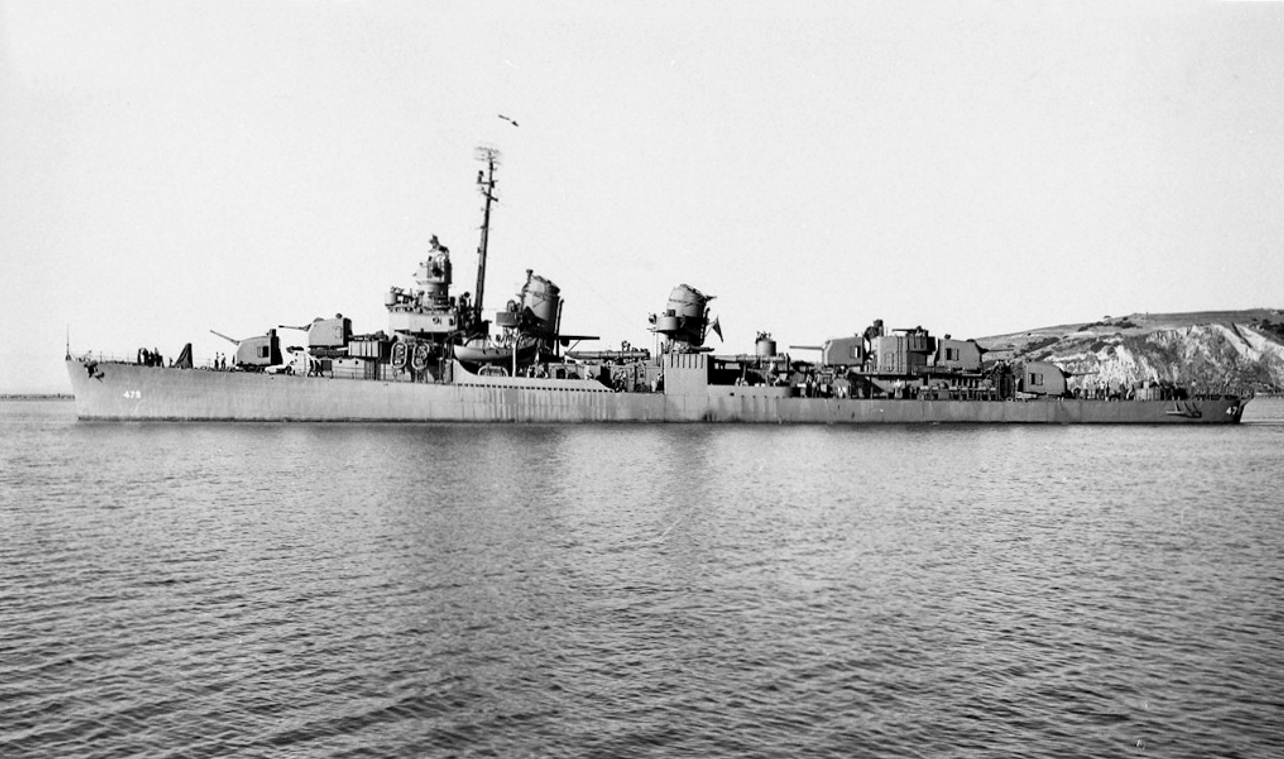
Die Stevens nach ihrem Umbau vor Mare Island am 1. Dezember 1943

Nach dem Abschluss der Erprobungsfahrten im Atlantik eskortierte die Stevens Konvois entlang der Ostküste der Vereinigten Staaten. Im Juli 1943 verlegte sie durch den Panamakanal nach Pearl Harbor, wo sie am 9. August einlief. Ende August begleitete sie die Flugzeugträger der  Task Force (TF) 15 während der Angriffe auf die Gilbertinseln. Anschließend fuhr die Stevens über Pearl Harbour nach Mare Island und ging dort in die Werft. Während der Werftliegezeit wurden das Katapult sowie der Kran für das Bordflugzeug entfernt und der achtere Torpedorohrsatz, das fünfte 5"-Geschütz sowie verstärkte Flugabwehrbewaffnung eingebaut. Damit entsprach die Bewaffnung weitestgehend der Standardbewaffnung der Klasse. Nach dem Abschluss der Arbeiten im November 1943 lief sie über San Francisco nach Pearl Harbor.

### 1944
Ende Januar 1944 gehörte die Stevens zur Task Group (TG) 52.8 und wurde zur Feuerunterstützung während der Operation Flintlock, der Landung auf Kwajalein eingesetzt. Am 4. Februar lief sie in den Südpazifik und eskortierte zusammen mit der Lang einen Konvoi nach Guadalcanal.
Als Teil der aus zwei Geleitflugzeugträgern, vierzehn anderen Zerstörern und den Schlachtschiffen New Mexico, Mississippi, Tennessee sowie Idaho bestehenden TF 37 beschoss sie Mitte März Ziele in der Umgebung von Kavieng im Nordwesten Neuirlands.
Am 19. April trafen die Zerstörer des DesRon 25 auf die Task Group (TG) 77.4 und nahmen Kurs auf Hollandia. TG 77.4 war der zweite Verband der Invasionstruppen. Am 22. April teilte sich der Verband auf und die Stevens deckte die westliche Gruppe bei der Landung in der Tanahmerah-Bucht. Der Zerstörer verließ Hollandia am 30. April 1944, fuhr entlang der Ostküste Neuguineas und nahm dann Kurs auf die Salomonen. Am 10. Mai erreichte die Stevens Purvis Bay und verblieb bis Anfang Juni in den Salomonen. Am 4. Juni verlegte sie über Kwajalein nach Eniwetok, wo sie bis zum 17. Juli 1944 blieb. Sie verließ Eniwetok mit der TG 53.3, die Truppen für die Landung auf Guam transportierte. TG 53.3 erreichte Guam am Morgen des 21. Juli 1944 und die Stevens beschoss während der Landung feindliche Stellungen auf der Insel. Bis zum 26. Juli wurde sie zur Feuerunterstützung der Landungstruppen eingesetzt.
Am 10. September wurde sie der TF 77 unterstellt, die Morotai am 15. September 1944 eroberte. Auf dem Rückweg nach Neuguinea eskortierte sie Manoora und Kanimbla. Am 18. September erreichte der Konvoi die Humboldt-Bucht und am nächsten Tag übernahm sie zusammen mit der McKee den Schutz eines weiteren Verbands mit Ziel Morotai. Nach der Ankunft wurde sie als Radarvorposten und zur U-Bootabwehr eingesetzt. Zusammen mit der Lang verließ sie am 3. Oktober Morotai mit Ziel Humboldt-Bucht. Bis Dezember 1944 eskortierte sie mehrere Konvois zwischen Neuguinea und dem Golf von Leyte.

### 1945
Bis Anfang Juni 1945 wurde die Stevens vorwiegend in den Philippinen als Eskorte und zur Feuerunterstützung eingesetzt. Am 7. Juni verließ sie die Philippinen und nahm mit der TG 74.2 Kurs auf Borneo, um die alliierten Landungen zu unterstützen. Bis zur Landung am 1. Juli 1945 beschoss die Stevens zur Vorbereitung der Invasion Stellungen in Küstennähe. Während der Landung unterstützte die Schiffsartillerie das Vorrücken der Truppen. Am 2. Juli nahm sie Kurs auf die Philippinen und lief am 5. Juli in der San Pedro Bay ein. Bis zum Kriegsende verblieb der Zerstörer im Seegebiet zwischen der Manilabucht und der Subic-Bucht.

### Nachkriegszeit
Am 28. August 1945 lief die Stevens aus der Subic Bay aus und fuhr mit der TG 71.1 in das Gelbe Meer. Zusammen mit Bell und Burns wurde sie am 30. August nach Okinawa beordert, um sich der Carrier Division CarDiv 5 anzuschließen. Am 1. September 1945 verließ sie mit der TF 72 Okinawa und fuhr nach Korea. Sie begleitete anschließend die New Orleans nach Tsingtao, wo japanische Schiffe interniert wurden. Nach ihrer Rückkehr nach Korea nahm sie amerikanische Truppen an Bord und stach am 13. Oktober 1945 mit Kurs auf die Vereinigten Staaten in See. Über Guam und Pearl Harbor erreichte die Stevens am 7. November 1945 San Diego. Nach dem Ausschiffen der Passagiere verlegte sie am 9. November nach San Pedro, wo sie der 19. Reserveflotte zugeteilt und vor ihrer Deaktivierung überholt wurde.

### Verbleib
Am 2. Juli 1946 wurde die Stevens außer Dienst gestellt und verblieb bis zum 1. Dezember 1972 in der Reserveflotte. Am 27. November wurde sie nach Portland zum Abbruch verkauft.

## Auszeichnungen
Für ihre Dienste im Zweiten Weltkrieg wurde die Stevens mit neun Battle Stars ausgezeichnet.